# Alois Gatterbauer
Alois Gatterbauer (* 6. Juli 1882 in Passau; † 21. Februar 1963 ebenda) war ein deutscher Landrat.

## Leben
Nach dem Abitur am Gymnasium Leopoldinum Passau studierte Alois Gatterbauer Rechtswissenschaften an der Friedrich-Alexander-Universität Erlangen-Nürnberg und der Ludwig-Maximilians-Universität München, legte die erste juristische Staatsprüfung ab und leistete seinen Militärdienst als Einjährig-Freiwilliger beim 16. Infanterie-Regiment der Bayerischen Armee in Passau ab. Den dreijährigen Vorbereitungsdienst absolvierte er in Passau u. a. beim Amts- und Landgericht sowie beim Bezirksamt München. 1909 legte er in München das Große juristische Staatsexamen ab und erhielt zunächst eine Anstellung als juristischer Mitarbeiter bei einem Münchener Rechtsanwalt, bevor er 1910 bei der Stadtverwaltung München eine Stelle fand. 1913 wurde Gatterbauer Akzessist bei der Regierung von Mittelfranken und wurde zur Aushilfe beim Bezirksamt Lauf abgeordnet.
Er nahm am Ersten Weltkrieg teil, avancierte 1915 zum Oberleutnant der Reserve und kam nach dem Krieg im Februar 1919 als Assessor zum Bezirksamt Grafenau und zu den Bezirksämtern Bogen, Wegscheid und Dingolfing. 1920 wurde er Bezirksamtmann in Miesbach und später in Nördlingen. 1929 wechselte er zur Regierung von Schwaben, wo er Regierungsrat wurde. Vom 1. April 1931 bis zum 31. Januar 1934 war er Bezirksamtsvorstand in Alzenau. Anschließend wurde er als Oberregierungsrat Direktor des Arbeitshauses in Rebdorf, bis er 1939 wieder bei der Regierung in Schwaben tätig wurde. Nach dem Zweiten Weltkrieg im Juli 1945 seines Amt enthoben, erhielt er im Entnazifizierungsverfahren durch die Spruchkammer Eichstätt die Einstufung als „Mitläufer“, so dass er im September 1948 wieder eingestellt wurde, bei gleichzeitiger Versetzung in den Ruhestand. 
Gatterbauer beantragte am 26. Mai 1937 die Aufnahme in die NSDAP und wurde rückwirkend zum 1. Mai desselben Jahres aufgenommen (Mitgliedsnummer 4.859.325).